# Día del Recuerdo

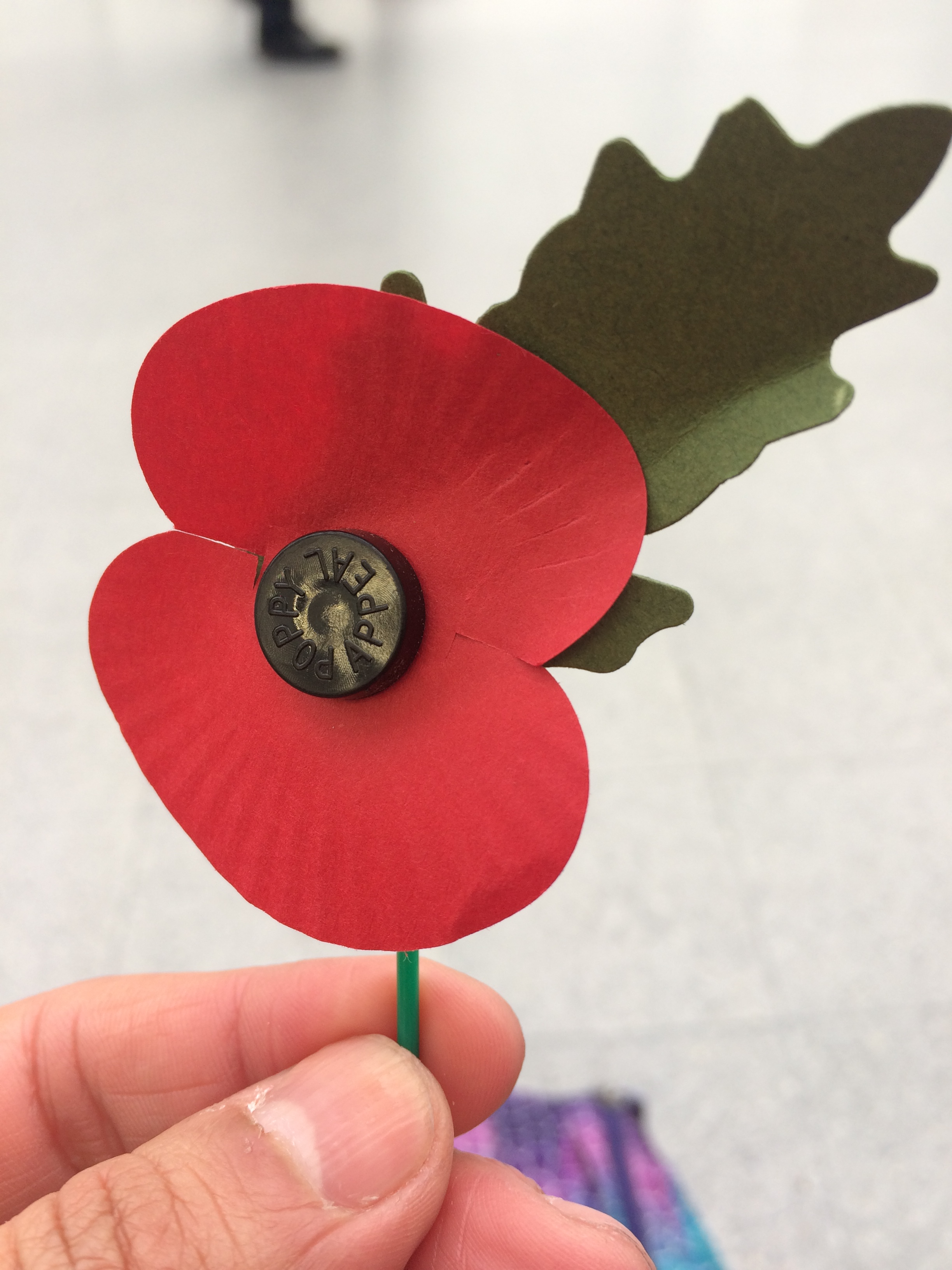
Amapola utilizada en el Día del Recuerdo

El Día del Recuerdo  (en inglés: Remembrance Day; en francés: Jour du Souvenir ; también conocido como Día de la Amapola, Día del Armisticio o Día de los Veteranos) es un día reservado en países de la Mancomunidad Británica de Naciones (Commonwealth) y algunos países de Europa, para recordar los sacrificios de los miembros de las fuerzas armadas y los civiles en tiempos de guerra, específicamente desde la Primera Guerra Mundial.
Se conmemora generalmente el 11 de noviembre, día en el cual finalizaron los enfrentamientos de la Primera Guerra Mundial, de acuerdo con la firma del armisticio Alemán. Fue establecido por el rey Jorge V el 7 de noviembre de 1919, tras la propuesta de Edward George y Wellesley Tudor Pole, con el fin de recordar a los caídos durante la Primera Guerra Mundial, formando parte de la cultura del recuerdo de las naciones que lo conmemoran.
La Amapola del recuerdo se ha convertido en un emblema familiar del Día del Recuerdo por el poema In Flanders Fields.

## El cumplimiento en la Commonwealth
Es común en británicos, canadienses, sudafricanos, australianos y neozelandeses incluir uno o dos minutos de silencio a la undécima hora del undécimo día del undécimo mes (11:00 de la mañana, 11 de noviembre), ya que marca la hora (en el Reino Unido) en que entró en vigor el armisticio.
El Servicio Recordatorio en muchos países de la Commonwealth en general incluye el sonido del "Last Post", seguido por el período de silencio, posteriormente el sonido de "The Rouse" (a menudo erróneamente denominado "Diana") finalizando con la interpretación de la "Oda de la memoria" (en inglés: Ode of Remembrance). Canciones como "Flowers of the Forest", "O Valiant Hearts", "I Vow to Thee, My Country" y "Jerusalem" se interpretan durante el servicio. Los servicios también incluyen coronas establecidas para honrar a los caídos, una bendición, y los himnos nacionales.

## En Francia y Bélgica

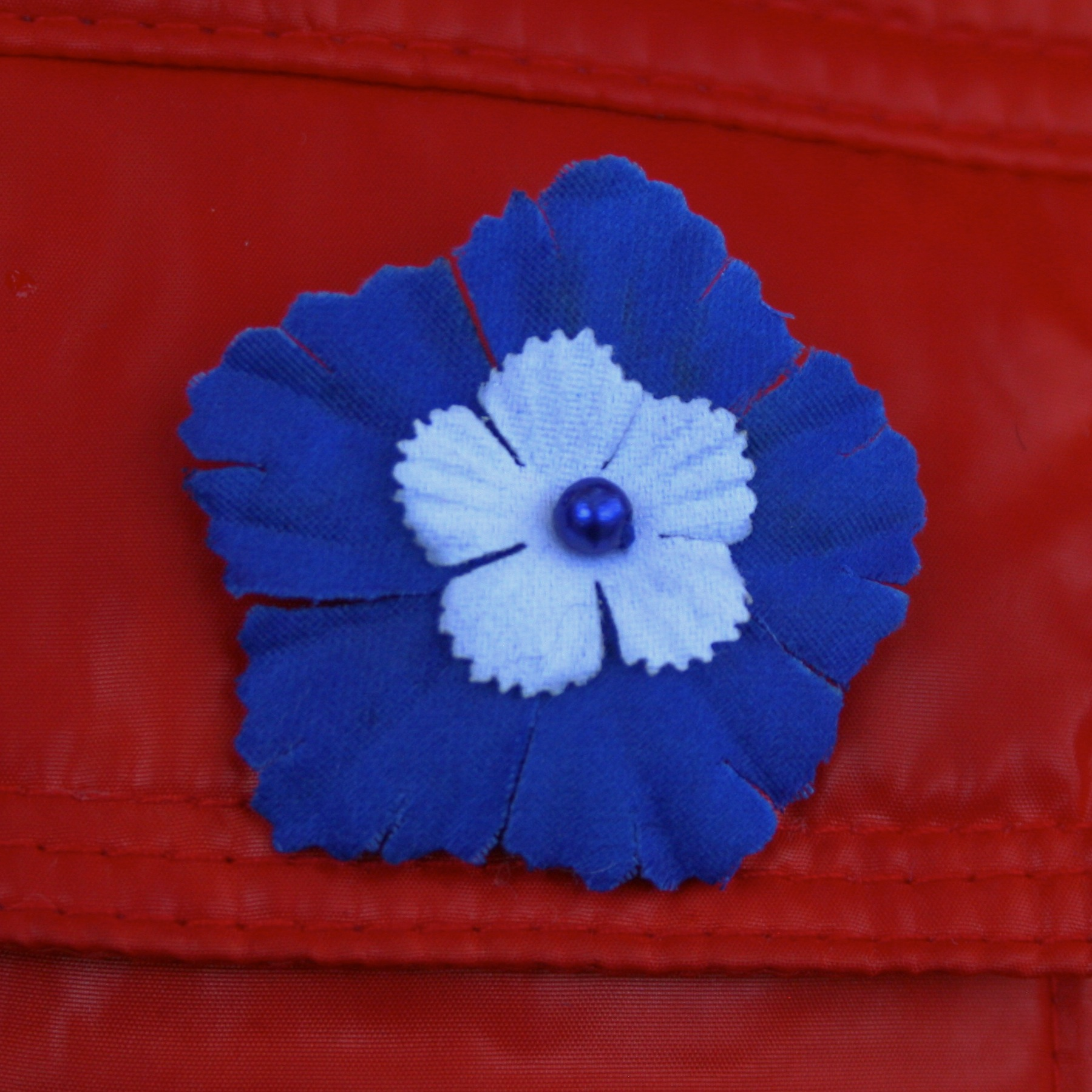
Bleuet de France, es la flor que se usa en Francia y Bélgica

En Francia, este día se llama “Aniversario del armisticio de 1918 y conmemoración anual de la Victoria y la Paz”. Desde 2012, el 11 de noviembre también se celebra como “Día del homenaje a todos los muertos por Francia.”
En Francia y Bélgica, tradicionalmente se guardan dos minutos de silencio a las 11 horas del día 11 del mes 11, es entonces cuando el armisticio se hace efectivo.

## En Alemania
En Alemania, existe el Volkstrauertag que conmemora "a los muertos de la guerra y a las víctimas de la tiranía de todas las naciones".